# موسيقى زيمبابوي

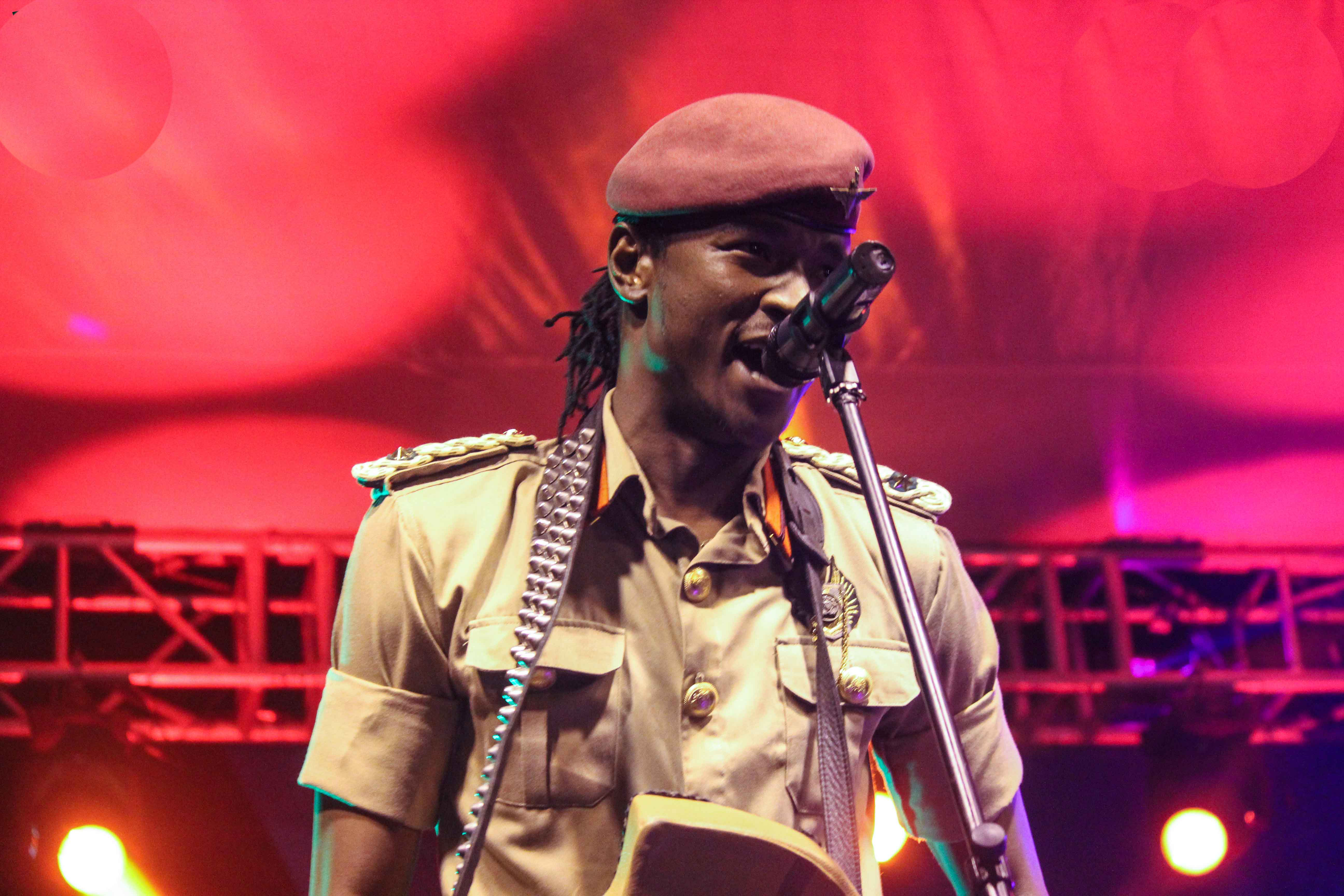
رقص وغناء من زيمبابوي

تعتمد الموسيقى الزيمبابوية كثيرًا على استخدام الآلات مثل المبيرا، وطبول نغوما، والهوشو.  ترمز موسيقاهم إلى أكثر من مجرد إيقاع بسيط، حيث تم استخدام الموسيقى ذات النمط الشعبي والبوب كرمز للأمل للزيمبابويين الذين يتطلعون إلى الحصول على الاستقلال عن روديسيا.  لعبت الموسيقى دورًا مهمًا في تاريخ زيمبابوي، بدءًا من دور حيوي في احتفال بيرا التقليدي الذي يستخدم لاستدعاء أرواح الأجداد، وحتى الأغاني الاحتجاجية أثناء النضال من أجل الاستقلال.  استخدم المجتمع في زيمبابوي الموسيقى للتعبير عن مقاومتهم للقمع، باعتبارها واحدة من الأسلحة الوحيدة المتاحة لهم للمقاومة.  في الثمانينيات، كانت موسيقى زيمبابوي في مركز المشهد الموسيقي الأفريقي بفضل أنواع مثل سنغورا وجيت.  ومع ذلك، تم حظر العديد من الفنانين من قبل التلفزيون والإذاعة الحكوميين، مما أدى إلى إغلاق العديد من أماكن الموسيقى.

## الأنواع الموسيقيه

### الروك
بعض فرق الروك الزيمبابوية الشهيرة هي - Dividing The Element، Evicted، Flying Bantu وChikwata-263.

#### الساحلية “ سونغورا
هو النوع الموسيقي الأكثر شعبية في زيمبابوي.  لقد ظهرت في عام 1953، في وقت كانت فيه الهوية الإقليمية في طور التكوين.  هذا هو النوع المحلي لصناعة الموسيقى في زيمبابوي.  أصبحت موسيقى سنغورا مشهورة في أوائل الثمانينيات، وكان رائدها إفرايم جو وفرقته سنغورا بويز التي ضمت العديد من صانعي الأغاني البارزين في المستقبل كأعضاء. وشملت قائمة أعمالهم جون شيبادورا (الغيتار)، سيمون شيمبيتو (الغيتار والغناء)، نايسون شيمبيتو، روني جاتاكاتا،  ميشيل جامبو (طبول)، إفرايم جو (جيتار)، موسى مرشا (باس)، نيفر مويو (جيتار رئيسي)، باتا سينفيريو (جيتار إيقاعي)، سيستم تازفيدا (جيتار وغناء).
ظهر أبناء الخياما كخلفاء طبيعيين لأبناء سنغورا بعد وفاتهم في منتصف الثمانينيات.  سيشمل الأعضاء نظام Tazvida (جيتار إيقاعي) وسيفاس كاروشانغا ونيكولاس زكريا (جيتار رئيسي) وأليك ماتشيسو (باس) وسيلاس تشاكانيوكا (طبول) وزكريا زكريا (جيتار إيقاعي فرعي).  واصل عدد كبير من هؤلاء الفنانين تشكيل حياتهم المهنية الناجحة مع فرقهم الخاصة، بينما ظل نيكولاس زكريا قائدًا للفرقة ولا يزال نشطًا اعتبارًا من عام 2008.
جيمس تشيمومبي، الذي جعلته قصائده الرومانسية ولحن غيتار السونغورا المؤثر (المكون من الرصاص والإيقاع والباس)، من الأغاني المفضلة له في أواخر الثمانينيات.  ومن بين الفنانين البارزين الآخرين زيكسي ماناتسا، وتيني تشيكوبو، وبول ماتافير، وزفيشافان ساوندز، وديفيرا نجوينا من جونا مويو، من بين آخرين.
هيمن على عقد التسعينيات موسيقيون مثل ليونارد ديمبو، وفرقة خياما بويز المفعمة بالحيوية، والمخضرم سيمون شيمبيتو، ثم الفنانين الصاعدين أليك ماتشيسو، وتونغاي مويو، وسوماندلا نديبيلي.  كان ليونارد زاكاتا أحد نجوم العقد، الذي كان مشروعه الموسيقي بمثابة جزء من المسرحية المزدوجة [بحاجة للتوضيح] Maungwe Brothers، وهو عمل قدمه زاكاتا وابن عمه توماس ماكيون.  ومن بين الأعمال الشعبية الأخرى Pengaudzoke، وWrist Brothers، وZimbabwe Chachacha Kings، وAaron Chinamira، وKing Pharao، وHosiah Chipanga، وStabien Mawire، وPaul Mpofu، على سبيل المثال لا الحصر.  تميز العقد من عام 2000 حتى الوقت الحاضر بالخلاف على تاج ملكية سنغورا بين أبرز موسيقيين من فئة سنغورا في العقد، وهما أليك ماتشيسو وتونغاي مويو.  بعد أن هيمنت على المبيعات والجولات وحضور الحفلات الموسيقية، تعد المضايقات والمضايقات المضادة من قبل الفنانين في العروض وفي بعض المواد
المسجلة دليلًا قويًا على عداءهم المشابه لصراع BIG ضد Tupac في موسيقى الهيب هوب الأمريكية في التسعينيات.
ومن بين الفنانين الآخرين الذين جاءوا خلال هذا العقد جوزيف جاراكارا، وسليمان شيمبيتو (ابن سيمون)، وألان شيمبيتو (شقيق سيمون)، وتريسون شيمبيتو (ابن نيسون)، وسيفاس ماشاكادا، وجيفت أمولي، وهوارد، وتاتندا بينجيسي، وفيرست فاراي، بالإضافة إلى جوسفات.  و دايتون سومانجي، رواد Pengaudzoke الذين كانوا يتابعون وظائف فردية.  سيطر أليك ماتشيسو على المشهد إلى حد كبير، حيث ابتكر تصميمات رقص شعبية مثل "Borrowdale"، و"Razor Wire"، و"zoraaa Butter"، و"fembabute"، و"kedebu"، والتي تحاكي الروتين اليومي في الحياة الزيمبابوية.  يظهر جيل جديد من فناني Sungura، متأثرًا إلى حد كبير بأسلوب ماتشيسو المتميز في عزف الجيتار الرائد.  يضم هذا الجيل فنانين مثل مارك نجوازي وتنداي نجوازي وبيتر مويو (ابن تونجاي) وسيمون موتامبي وروميو جاسا وشوجر شوجر وجاكوب مويانا وفرانسيس "سلومو" دكا وغيرهم.  يحظى هذا النوع من الموسيقى باعتراف دولي متزايد حيث يحاول بعض الأشخاص غير الأصليين تجربته.  ومن أبرز هؤلاء إيريك هوف والمسينيس "إريكي" من النرويج والهندي ديان كومار.
لقد مات كل من System Tazvida، وSimon Chimbetu، وJames Chimombe، وTongai Moyo، وPaul Matavire، وJohn Chibadura، وLeonard Dembo، وThomas Makion.  ومن الجدير بالذكر أيضًا أن موجة جديدة من سنغورا، يطلق عليها اسم فخ سنغورا، ظهرت في زيمبابوي، يغذيها تانتو وافي

##### امبوب
تم إنشاء الإيمبوب من قبل الزيمبابويين بينما كانوا لا يزالون من الناحية الفنية جزءًا من الثقافة الروديسية.  يتكون هذا النوع من المطربين الذكور بأسلوب الأكابيلا، والذي يختلف عن معظم الموسيقى النموذجية في ذلك الوقت والتي كانت تتألف من آلات فريدة.  خلال هذه الفترة الزمنية، عمل العديد من الرجال الزيمبابويين في المناجم لساعات طويلة.  قاموا بتشكيل Imbube من خلال الغناء معًا كوسيلة لتمضية الوقت.  تردد صدى الأصوات القادمة من الكهوف للحصول على جودة أفضل، وشجع الرجال على مواصلة غناء هذه الألحان السعيدة.  في بعض الأحيان كان عمال المناجم يغنون أغاني العدالة الاجتماعية، لكن الأغلبية كانوا سعداء عمومًا ويستخدمون للترفيه.

###### جيت
جيت، والمعروفة أيضًا باسم إيقاع هراري، هو مصطلح عام لموسيقى البوب التي تعتمد على الجيتار الكهربائي، وتتضمن أعمالًا شعبية مثل نيو بلاك إيجلز، ومايك موبو، وفرقة فور براذرز (فرقة راديو المملكة المتحدة، دي جي جون بيل، توصف بأنها "أفضل فرقة موسيقية حية"  في العالم". على المستوى الدولي، يعد فريق Bhundu Boys أشهر فناني الجيت، وقد عملوا مع العديد من الموسيقيين الأمريكيين والبريطانيين. ومن أبرز الفرق الحديثة التي ابتكرت صوت الجيت هي Nehoreka التي تدمج موسيقى الجيت التقليدية مع أصوات الفانك.  ، هناك أيضًا Mokoomba وQ Montana، وقد تم تسمية فيلم Jit عام 1990 بهذا الأسلوب

#### الجاز الزيمباوي
موسيقى الجاز الزيمبابوي، والمعروفة أيضًا باسم الأفرو جاز، هي موسيقى زيمبابوية متأثرة بأسلوب إيقاع البلدات الذي تطور في الجزء الجنوبي من أفريقيا خلال القرن الماضي.  يمكن للمرء أيضًا تتبع أوجه التشابه من كويلا، وهي موسيقى شوارع تعتمد على الصافرة الصغيرة من الجزء الجنوبي من إفريقيا مع أسس جازية ونغمة مميزة تشبه سكيفل.  كما أنها ترتبط ارتباطًا وثيقًا بـ Marabi وهو الاسم الذي يطلق على نمط لوحة المفاتيح (غالبًا ما يستخدم أجهزة الدواسة الرخيصة) التي لها صلة موسيقية بموسيقى الجاز الأمريكية والراغتايم والبلوز، ولها جذور عميقة في التقاليد الأفريقية.  كان موسيقيو المرابى الأوائل جزءًا من الثقافة الموسيقية السرية ولم يتم تسجيلهم عادةً.  مثال على مثل هذا الفنان في أوائل الأربعينيات هو أغسطس موساروروا من شهرة Skokiaan.  لقد استمرت في التطور ويمكن رؤية سمات هذه الموسيقى في أعمال حفيده الأمير كوداكواش موسارورووا.
يعمل مركز باكاري باي على نشر موسيقى الجاز الزيمبابوي بين الموسيقيين الشباب منذ عام 2004، وقد أسسه موسيقي الجاز الأفريقي أوليفر متوكودزي.

#### موسيقى تشيمورينجا
موسيقى Chimurenga هي نوع تم تطويره بواسطة Thomas Mapfumo وسمي على اسم كلمة النضال في لغة الشونا.  قام Mapfumo وفرقته Blacks Unlimited بتطوير أسلوب موسيقي يعتمد على موسيقى mbira التقليدية، ولكن يتم العزف عليه باستخدام الآلات الكهربائية الحديثة، مع كلمات تتميز بالتعليقات الاجتماعية والسياسية.  كانت موسيقى مابفومو "أداة لحرب التحرير" منتقدة حكومة إيان سميث الروديسية، لكنها تحولت بعد الاستقلال إلى التحدث علنًا عن الفساد وسوء الإدارة في حكومة روبرت موغابي الزيمبابوية.

#### موسيقى توكو
كان Tuku Mtukudzi مسجلاً غزير الإنتاج وظهر أيضًا في أفلام مثل Jit.  لقد لعب في عدد كبير من الأساليب، وكان معروفًا باختراق كلمات الأغاني.  على سبيل المثال، كتب أغنية ثانية عن الإيدز في زيمبابوي بعد الأغنية الناجحة لبول ماتافير "Yakauya ids iriko".

#### زيمدانسهول
زيمدانسهول هي موسيقى زيمبابوية متأثرة بموسيقى دانسهول الجامايكية، وتعرف أيضًا باسم مانجوما.  هناك جدل متكرر حول أصل Zimdancehall داخل زيمبابوي.

#### رومبا
يرتبط الرومبا الأفريقي، أو "سوكوس" في الغالب بجمهورية الكونغو الديمقراطية، لكن شعبيته ألهمت العلامة التجارية الخاصة بالرومبا في زيمبابوي لدى موسيقيين مثل سيمون شيمبيتو، وبابا خوسيه، وليونارد كاريكوجا زاكاتا.  كان لـ Soukos تأثير على فنانين آخرين مثل The R.U.N.  عائلة.

#### الانجيل
أصبحت موسيقى الإنجيل شائعة في زيمبابوي في أواخر الثمانينيات.  وُصف جوناثان ووتاوناشي بأنه "أول نجم إنجيلي حقيقي في زيمبابوي".  من بين الموسيقيين السكانيين الآخرين في هذا النوع جوردان تشاتيكا، فريدوم سينغوايو، ميكانيك مانيروكي، وبريان سيبالو.
شهدت أوائل التسعينيات ظهور نجوم إنجيل جدد في قالب آيفي كومبو - مويو وكارول موجوكورو من قطار الإنجيل EGEA الذي صدر ألبومه الأول Mufudzi Wangu في عام 1993 ويحتوي على مقطوعات موسيقية مثل "Be Thou My Vision" و"Ndotarisa Kumakomo".  " و"أوتزيرو" من بين آخرين.  واصل الاثنان متابعة مسيرتهما الموسيقية المنفردة الناجحة وأصدرا "Ndaidziwanepi Nyasha" و "Ropa RaJesu" كألبومين منفردين لأول مرة على التوالي.
ومن بين فناني الإنجيل الذين ظهروا في منتصف التسعينيات كل من القس هيسا (لورانس هيسا)، والأخ سام بأغانيه الناجحة "ماكاناكا جيسو" و"تشيريتشزا"، وإلياس موساكو، وريتا شونهيوا، وبوق الإنجيل لشهرة "وردة شارون"، وشينجيساي سولوما.  التي أصبحت مشهورة فقط في أوائل القرن الحادي والعشرين بأغنيتها الناجحة "Mirira Mangwanani" ؛  رغم أنها سجلت لأول مرة في التسعينيات.
في أواخر التسعينيات، ازدادت شعبية تشارلز شارامبا، وهو فنان صاعد، ويحمل حاليًا سجلات مبيعات الأناجيل.  أصبحت موسيقاه شائعة في العقد الأول من القرن الحادي والعشرين، ويرجع ذلك على الأرجح إلى أسلوبه المعاصر القائم على سنغورا.
في أوائل القرن الحادي والعشرين، سجل الكثير من فناني الإنجيل أيضًا، على الرغم من أن عددًا قليلًا منهم ارتقى إلى النجومية.  ومن بين هؤلاء Fungisai Zvakavapano - Mashavave التي صعدت لتصبح أكثر موسيقيات الإنجيل هيمنة في العصر الحالي، وستانلي جوانزورا (القس جي)، وكودزاي نياكوديا، وتيمبالامي، وأزياء الإنجيل بدون مصاحبة من الالات الموسيقية مثل Vabati VaJehovah وShower Power.

## الأدوات

### مبيرا
تعد المبيرا جزءًا لا يتجزأ من الموسيقى الزيمبابوية.  يصنفه علماء الموسيقى على أنه لاميلافون، وهو جزء من عائلة الإديوفون المقطوعة، ويتم إنشاؤه من أشياء موجودة في الطبيعة مثل لوح خشبي (غالبًا ما يكون مزودًا برنان) وأسنان.  يتم تشغيلها بشكل متكرر في deze (رنان كالاباش) الذي يضخم الصوت ويزيد باستخدام الأصداف أو أغطية الزجاجات الموضوعة حول الحواف.  غالبًا ما تكون المبيرا مصحوبة بالهوشو، وهي آلة إيقاعية، وغالبًا ما تكون أداة مهمة يعزف عليها الناس في الاحتفالات الدينية وحفلات الزفاف والتجمعات الاجتماعية الأخرى.  تلعب المبيرا دورًا مركزيًا في مراسم بيرا التقليدية المستخدمة لاستدعاء أرواح الأجداد.
تعتبر الآلة قطعة مركزية في طقوسهم الدينية.  أهم وظيفة لـ mbira هي فكرة كونها "هاتفًا للأرواح" أثناء الاحتفالات.  إنها الطريقة الوحيدة للتواصل بين الأسلاف الأحياء والمتوفين، أو الأوصياء القبليين القدماء، أو الأرواح الحارسة.  يُطلب من المبيرا أن تطلب من هذه الأرواح جلب المطر أثناء الجفاف، ووقف المطر أثناء الفيضانات، وقبول عروضها، وطلب المغفرة، وإحضار الغيوم عندما تتلف الشمس المحاصيل.  تم صنع هذه الآلات من موارد الأرض، مما أدى إلى ربطها بشكل أكبر بين السكان الأصليين وأرضهم، وقد ساعد هذا الارتباط العميق المجتمعات في زيمبابوي على مواصلة تقاليد موسيقى المبيرا على الرغم من تطور الاستعمار.
الصوت الذي تصدره هذه الآلة يحاكي إلى حد كبير الأصوات الصادرة عن المطر أو المياه الجارية بنغمات غنية وحيوية "مثل الأجراس".  الصوت له حضور خاص؛  الشخص الذي يشعر بالموسيقى بقدر ما يسمعها.  يخترق ويدفئ في نفس الوقت، ويلتقط على الفور مشاركة المستمعين ويجذبهم إلى مزاجه.  تختلف المقطوعات الموسيقية التي يتم تشغيلها حسب الفنان ولكن لا توجد طريقة محددة للعزف على هذه الآلة.  تدور الموسيقى التي يتم أداؤها حول التفصيل والتنوع الذي يدعم التعبير الإبداعي للمؤدي.
على الرغم من أن عالم الموسيقى هيو تريسي كان يعتقد أن المبيرا على وشك الانقراض في ثلاثينيات القرن العشرين، فقد تم إحياء الآلة منذ الستينيات والسبعينيات من القرن الماضي، واكتسبت متابعة دولية من خلال المشهد الموسيقي العالمي.  بعض لاعبي mbira المشهورين هم Dumisani Maraire، Ephat Mujuru، Stella Chiweshe، Chartwell Dutiro، Mbuya Dyoko، Cosmas Magaya، Tute Chigamba، Forward Kwenda، و Chiwoniso Maraire.
هناك أيضًا موسيقى البوب في زيمبابوي وحول العالم والتي تتضمن الآلات الزيمبابوية الأصلية.  على سبيل المثال، وصل عازف مبيرا كريس بيري مع فرقته بانجيا إلى مبيعات قياسية بلاتينية في زيمبابوي وموزمبيق، حيث عزفوا أسلوبًا موسيقيًا يعتمد على إيقاعات وألحان مبيرا التقليدية، ولكنه يتضمن العديد من الآلات والأنماط الأخرى (مثل الهيب هوب ودانسهول).  يعود الفضل إلى توماس مابفومو على نطاق واسع في الترويج لنوعه من موسيقى تشيمورينجا، والتي تشمل الجيتار والطبول والغناء على النمط الغربي والمبيرا في نفس الفرقة.  يشتهر Mapfumo أيضًا بترتيبه لخطوط mbira التقليدية التي يتم عزفها على الجيتار الكهربائي.  تم دمج Mbira في موسيقى ثنائي الهيب هوب الأمريكي الشهير Shabazz Palaces بواسطة Tendai Maraire (ابن عازف mbira التقليدي Dumisani Maraire)

#### الماريمبا
تم تقديم الماريمبا في الموسيقى الزيمبابوية في أوائل الستينيات عندما تبنتها كلية كوانونجوما للموسيقى الأفريقية في بولاوايو.  اعتبر مؤسسو الكلية أن الماريمبا يمكن أن يعزز التطور الموسيقي في البلاد، وقاموا بتصميم نموذج يعرف الآن باسم كوانونجوما ماريمبا.  تعتبر الماريمبا الزيمبابوية أو Kwanongoma marimba الآن جزءًا من الثقافة الزيمبابوية.
تم بناء أول ماريمبا زيمبابوي على يد نيلسون جونز في عام 1962. ومع ذلك، كان الخشب المستخدم ناعمًا جدًا.  في العام التالي، بدأ يوشيا سييمبي ماثي باستخدام أداة لوزي تسمى سليمبا، وهي شائعة في جنوب غرب زامبيا.  كانت أداة Selimba الأصلية عبارة عن أداة مكونة من 11 مفتاحًا.قام ماثي لاحقًا ببناء سوبرانو وتينور وباس.  استخدام خشب Mukwa للمفاتيح.
قام مايكل بهولي ببناء المجموعة الأولى من كوانونغوما ماريمبا.  قام ألبورت مهلانجا بتأليف المرجع الأول للآلة.

### ولاوايو
لعبت المنطقة التي يهيمن عليها نديبيلي في جنوب غرب زيمبابوي، بما في ذلك مدينة بولاوايو، دورًا فعالًا في تطوير الموسيقى الزيمبابوية.  كان لعازف الجيتار جورج سيباندا في الخمسينيات من القرن الماضي أتباع في جميع أنحاء أفريقيا وكان كاتب الأغنية الناجحة Guabi Guabi التي تغنى في جميع أنحاء العالم، وكانت دوروثي ماسوكا لاعبة رئيسية في مشهد موسيقى الجاز في جنوب أفريقيا، على سبيل المثال.  ومع ذلك، كان من بين الفنانين الأكثر شعبية في المنطقة داخل زيمبابوي نجم موسيقى البوب نديبيلي في الثمانينيات، لوفمور ماجايفانا.  موسيقيو نديبيلي النشطون هم بلاك أومفولوسي، وإنسينجيزي ماجاهاودوا ندلوفو، وساندرا نديبيلي، ولوازي تشابانغو، وكوكسمان، وغو بويز، وأتشوزي، وبيات مانجيث، وفوسا مخايا، وأفريكا ريفينج، ورامادو.  شهد تهميش فناني بولاوايو في زيمبابوي تأثير موسيقى جنوب إفريقيا المهيمنة ومن ثم ظهور موسيقى الكوايتو في بولاوايو التي ابتكرها Go-Boyz في عام 1996 وظهرت مجموعات أخرى مثل GTI وAchuzi وAmagangsters وفنانين مثل Cal Vin وما إلى ذلك.تم إنشاء علامة تجارية لموسيقى الجاز في بولاوايو في الأربعينيات والخمسينيات من القرن الماضي، واكتسبت شعبية على يد أوغست موسارروا مع فرقته للرقص الأفريقي التابعة للجنة التخزين البارد في روديسيا الجنوبية.  قام بتسجيل الأغنية الأسطورية Sikokiana والتي تم تسجيلها في الولايات المتحدة بواسطة لويس أرمسترونج والعديد من الآخرين.

## كلمات الأغاني
تحتوي كلمات الموسيقيين الزيمبابويين في الغالب على تشجيع لدعم القيم الاجتماعية الجيدة في الأسرة والمجتمع ككل.  يمكن رؤية مثل هذه الكلمات في أغاني فنانين مثل أوليفر متوكودزي، وسيمون شيمبيتو، وسولومان شيمبيتو، وفرقة هراري المكونة من 10 قطع من الأفرو-فيوجن Nehoreka، ولويس مهلانجا، وجون شيبادورا، وستيف ماكوني، وبهوندو بويز.  ومع ذلك، فإن كلمات توماس مابفومو سياسية، حيث تشيد بالقيادة العادلة وتشجع الانتفاضة ضد الحكم السيئ.  تمت تسمية العديد من ألبوماته على اسم كلمة تعني الانتفاضة أو حرب التحرير: تشيمورينجا.  أكسبته موسيقاه غضب حكومة ZANU-PF مما أدى إلى حظر معظم موسيقاه في الإذاعة والتلفزيون المملوكة للدولة.  موسيقي آخر ذو كلمات مذهلة هو الراحل System Tazvida من Chazezesa Challengers.  تركزت كلماته في الغالب على الحب والعلاقات، مع أغاني مثل Anodyiwa Haataure وUkarambwa Usachema وVanotipedzera Mashoko وDai Hanzvadzi Yairoorwa، والتي حقق بها شعبية.  مع ظهور أسلوب Urban Grooves، تحول محتوى الكلمات ليشبه إلى حد كبير محتوى موسيقى RnB الأمريكية والهيب هوب والبوب.  وقد اكتسب هؤلاء أتباعًا بين جيل الشباب من الزيمبابويين.  أحد الفنانين، ماسكيري، معروف بتقليد أسلوب إيمينيم في الكلمات المثيرة للجدل.

## الأخاديد الحضرية
ظهرت فرقة Urban Grooves على الساحة الموسيقية في أواخر التسعينيات وأوائل العقد الأول من القرن الحادي والعشرين، وهي تأخذ موسيقى الراب الأمريكية والهيب هوب وR&B وSoul وأنواع الموسيقى العالمية الأخرى، والتي غالبًا ما تمتزج مع الموسيقى الزيمبابوية التقليدية.
فنانون مثل ساني مخاليما، وأليكسيو كاوارا، وروي ورويس، وديفيد تشيفونيز، وليونارد مابفومو، وروكي، وستاخ، وبيتي ماكايا، وإكسترا لارج، وماسكيري، وكاكتوس، ونيهوريكا، وضعوا الأساس لهذا النوع الجديد، الذي اكتسب شعبية متزايدة بين الشباب.  وقد ساعد هذا الأسلوب سياسة المحتوى المحلي بنسبة 100% المعمول بها في ذلك الوقت، والتي تطلبت من جميع محطات الراديو تشغيل موسيقى الفنانين الزيمبابويين فقط.
وقد برز جيل ثان من الفنانين مثل تريفور دونغو، ودروم دادا، وكيو مونتانا، وموكومبا، ونيهوريكا في الآونة الأخيرة.